# Sportagent
Sportagent ist die Bezeichnung für einen Beruf in der Dienstleistungsbranche in den Bereichen des nationalen und internationalen Sports und Managements.

## Tätigkeitsfeld
Der Sportagent ist der Repräsentant und gesetzliche Vertreter eines professionellen Sportlers oder eines Athleten im Individualsport und von Spielern oder Trainern im Mannschaftssport. Zu den Aufgabenbereichen zählen das Verhandeln von Arbeits- und Werbeverträgen, Gehaltsverhandlungen, Vertragsverlängerungen, Klärung von Rechtsfragen, die Vermarktung des Sportlers, der Schutz und die Umsetzung von Markenrechten, die Finanzplanung und die Markt- und Risikoanalyse. Er ist der Ansprechpartner und die Schnittstelle für Manager, Teams, Sportligen, Banken, Anwälten, Medien- und Marketingunternehmen. Es ist dabei üblich, dass ein Agent mehrere Sportler unter Vertrag hat. Die Tätigkeit kann dabei als Selbständigkeit oder im Angestelltenverhältnis in einer Sportagentur ausgeübt werden.
Eine Berechtigung erlangte der Beruf in der Vergangenheit, da die Sportler selbst oder deren gesetzliche Vertreter, die Eltern oder andere Verwandte oft mit der komplexen Materie von Verträgen, Verhandlungen sowie Marketing- und Werbemaßnahmen überfordert waren und es so zu schlechten Verträgen, unzureichender Beratung, Gehaltseinbußen bis zu tiefgreifenden familiären Verwerfungen und Trennungen kam.
Als Betätigungsfeld dienen unter anderem die bedeutenden US-amerikanischen Ligen, die Ligen für Basketball – die National Basketball Association (NBA), für American Football – die National Football League (NFL), für Eishockey – die National Hockey League (NHL), für Baseball – die Major League Baseball (MLB) und für Fußball – die Major League Soccer (MLS). Für Europa sind es die großen Fußballligen – die erste Fußball-Bundesliga, die Englische Premier League und die Basketballligen, wie die Basketball-Bundesliga (BBL). In Asien sind es die Sportarten Baseball und Cricket und weltweit ist es der Motorsport mit der Formel 1, der Golfsport und Tennis.

## Voraussetzungen
Die Voraussetzung für einen Berufseinstieg oder eine erfolgreiche Ausübung des Berufes sind ein Studium der Rechtswissenschaften, Wirtschaftswissenschaften, Betriebswirtschaft, Marketing- oder Sportmanagement. Je nach Sportart und Liga können zusätzliche Qualifikationskurse, Prüfungen und Zertifikate gefordert sein. Der Beruf erfordert ein breites Spektrum von Fähigkeiten in den Bereichen Verhandlung, juristische Kenntnisse, Marketing und Werbung, Kommunikationsfähigkeiten, Verkaufstalent. Hilfreich sind auch Kontakte in einer Sportart, sei es, dass man sie aktiv als Spieler oder Trainer selbst ausgeübt hat oder einen Bezug zur jeweiligen Sportart durch die Tätigkeit als Offizieller oder durch familiäre Beziehungen hat. Einen guten Einstieg in die Sportbranche bieten frühzeitige Berufspraktika in Sportorganisationen, -agenturen oder Medienunternehmen.

## Erfolg und Gehalt
Der Erfolg und das zu erzielende Gehalt hängen von sehr vielen Faktoren ab. Zum einen liegt es an externen Faktoren – den Sportlern, die der Agent unter Vertrag hält und deren sportlicher Erfolg, den Gegebenheiten und der Bekanntheit, der jeweiligen Sportart und den Vermarktungsmöglichkeiten und der Rentabilität der Sportart – und an internen Faktoren auf den Agenten selbst bezogen, wie die vorhandenen Kontakte, den Ausbildungsstand, die Bekanntheit sowie der Ruf im jeweiligen Bereich und der Ort und das Land, in dem die Tätigkeit ausgeübt wird.
Aufgrund der internen und externen Gegebenheiten lassen sich Gehälter von wenigen tausend Euro oder US-Dollar bis hin zu mehreren Millionen erzielen. Der Agent erhält dabei zwischen 3 und 20 % des Erlöses der Spielerverträge und Werbeeinnahmen.

## Große Sportagenturen (exemplarisch)
- Creative Artists Agency (CAA)[8]
- International Management Group (IMG)[9]
- Infront Sports & Media[10]
- Klutch Sports Group[11]
- Roc Nation Sports[12]
- Allegiant Athletic Agency[13]
- Priority Sports and Entertainment[14]

## Bekannte Sportagenten (exemplarisch)
- Rich Paul – LeBron James, Anthony Davis, John Wall, Ben Simmons[15]
- Bill Duffy – Rajon Rondo, Joakim Noah, Greg Oden, Yao Ming, Klay Thompson, Steve Nash[16]
- David Falk – Michael Jordan, Patrick Ewing, Allen Iverson, Dikembe Mutombo[17]
- Rob Pelinka – Kobe Bryant, Carlos Boozer, Kevin Durant, James Harden[18]
- Casey Close – Derek Jeter, Ryan Howard[19]
- Willi Weber – Michael Schumacher[20]
- Keke Rosberg – JJ Lehto, Mika Häkkinen, Nico Rosberg[21]
- Roger Wittmann – Kevin Kurányi, Jermaine Jones, Tim Wiese, Julian Draxler, Roberto Firmino, Max Meyer, Dario Maresic, Luiz Gustavo[22]